# Lijst van spelers van FK CSKA Moskou
Deze lijst omvat voetballers die bij de Russische voetbalclub FK CSKA Moskou spelen of gespeeld hebben. De spelers zijn alfabetisch gerangschikt.

## A
- Aleksandr Abakoemov
- Igor Abdrazakov
- Berador Abdoeraimov
- Aleksej Abramov
- Vitali Abramov
- Valeri Abramzon
- Magomed Adiev
- Joeri Adzhem
- Andrej Afanasjev
- Valentin Afonin
- Michail Agapov
- Vladimir Agapov
- Jevgeni Agejev
- Igor Akinfejev
- Alan Alborov
- Jevgeni Aldonin
- Vjatsjeslav Ambartsoemjan
- Nikita Andrejev
- Aleksandr Andrjoesjtsjenko
- Joeri Antonovitsj
- German Apoechtin
- Dmitri Arslanov
- Vladimir Astapovski
- Athirson
- Ivan Avdejev

## B
- Aleksej Babenko
- Vladimir Babenko
- Jevgeni Babitsj
- Nikolaj Badoesov
- Dmitri Bagritsj
- Oeloegbek Bakajev
- Andrej Baranov
- Vitali Baranov
- Aleksandr Barketov
- Joeri Basalik
- Anatoli Basjasjkin
- Sergej Basov
- Stanislav Basjoek
- Joeri Batoerenko
- Jonas Bauzha
- Joeri Bavykin
- Aleksej Bazovoy
- Aleksej Berezoetski
- Vasili Berezoetski
- Aleksandr Berketov
- Yozjef Betsa
- Aleksej Blocha
- Vsevolod Bobrov
- Maksim Bokov
- Valeri Brosjin
- Valentin Boeboekin
- Roestem Boelatov
- Nikita Boermistrov
- Jevgeni Boesjmanov
- Alexej Bytsjkov
- Dmitri Bystrov

## C
- Daniel Carvalho
- Vjatsjeslav Tsjanov
- Sergej Tsjeptsjoegov
- Joeri Tsjesnokov
- Aleksandr Tsjtsjegolev
- Aleksandr Tsjoetsjalov
- Uros Cosic

## D
- Sergei Dadu
- Vjatsjeslav Dajev
- Gennadi Denisov
- Vitali Denisov
- Sergej Dmitriev
- Nikolaj Dolgov
- Grigori Dolmatov
- Seydou Doumbia
- Igor Dragoenov
- Aivars Drupass
- Edoeard Dubinsky
- Vladimir Doedarenko
- Joeri Doednyk
- Dudu Cearense
- Alan Dzagojev

## E
- Eduardo Ratinho
- Rasmus Elm
- Michail Eremin
- Caner Erkin
- Denis Evsikov
- Chidera Ejuke

## F
- Ilsjat Faizoelin
- Davranjon Fayziev
- Grigori Fedotov
- Vladimir Fedotov
- Semen Fedotov
- Osmar Ferreyra
- Pavel Figon
- Sergej Filippenkov
- Sergej Fokin

## G
- Vladimir Gaboelov
- Vadim Gagloev
- Viktor Galoestov
- Dmitri Galjamin
- Ivan Gamaliy
- Andrej Gasjkin
- Deni Gaysoemov
- Vjatsjeslav Gerastsjenko
- Aleksandr Geynrich
- Valeri Gloesjakov
- Spartak Gogniyev
- Mark González
- Sergej Gorelov
- Dmitri Gradilenko
- Sergek Gritsjenkov
- Anton Grigoriev
- Vladimir Grigoriev
- Aleksej Grinin
- Aleksandr Grisjin
- Guilherme
- Gennadi Goesarov
- Aleksej Gustsjin
- Rolan Goesev
- Goran Gutalj
- Aleksandr Guteev

## H
- Marek Holly
- Keisuke Honda
- Timerlan Hoeseinov

## I
- Sergej Ignasjevitsj
- Joeri Istomin
- Vjatsjeslav Isoepov
- Valentin Ivakin
- Valdas Ivanauskas
- Andrej Ivanov
- Vasili Ivanov

## J
- Renat Janbajev
- Dawid Janczyk
- Edgaras Jankauskas
- Viktor Janoesjevski
- Igor Janovski
- Dmitro Jakovenko
- Jiri Jarosik
- Georgi Jartsev
- Vagif Javadov
- Artem Jenin
- Jô

## K
- Aschat Kadirkoelov
- Luboš Kalouda
- Vladimir Kaplitsjny
- Maksim Karlov
- Valeri Karpin
- Dmitri Karsakov
- Amir Kasjiev
- Boris Kazakov
- Dmitri Charin
- Vagiz Chidiatoellin
- Dmitri Chochlov
- Dmitri Chomoecha
- Dmitri Kiritsjenko
- Viktor Klimejev
- Jevgeni Klimov
- Kirill Kotsjoebej
- Michail Kolesnikov
- Sergej Kolotovkin
- Oleg Kopajev
- Boris Kopejkin
- Oleg Kornauchov
- Igor Kornejev
- Jevgeni Kornjoechin
- Vladimir Kosse
- Joeri Kovalev
- Igor Kozlov
- Vladimir Kozlov
- Miloš Krasić
- Viktor Kroeglov
- Anatoli Kroetikov
- Sergej Kroetov
- Aleksandr Koedrjatsev
- Vladimir Koelik
- Alan Koesov
- Igor Koetepov
- Igor Koezmin
- Boris Koeznetsov
- Dmitri Koeznetsov

## L
- Juris Laizans
- Vladimir Lasj
- Vladimir Lebed
- Vladislav Lemisj
- Vladimir Lisitsin
- Michail Loenin

## M
- Moussa Maazou
- Oleg Maljoekov
- Oleg Maljoekov
- Pavel Mamajev
- Sergej Mamtsjoer
- Aleksej Mamikin
- Veniamin Mandrikin
- Nikolaj Manoshin
- Dmitri Manosjkin
- Valeri Masalitin
- Denis Masjkarin
- Joeri Matvejev
- Lev Matvejev
- Renat Miftachov
- Valeri Minko
- Andrej Mokh
- Serhi Morozov
- Ahmed Musa

## N
- Kirill Nababkin
- Roeslan Nachoesjev
- Leonid Nazarenko
- Tomas Necid
- Artoer Nigmatoelin
- Roeslan Nigmatoellin
- Aleksej Nikolajev
- Valentin Nikolajev
- Vadim Nikonov
- Maksim Nizovtsev
- Valeri Novikov
- Andrej Novosadov
- Joeri Nirkov

## O
- Chidi Odiah
- Dmitri Oelianov
- Valeri Oerin
- Andrej Oetitskich
- Ivica Olić
- Sekou Oliseh
- Sergej Olsjanski
- Roman Oresjtsjoek

## P
- Gleb Panferov
- Viktor Papajev
- Vasili Penjasov
- Roeslan Perepeljoekov
- Michail Perevalov
- Serhi Perchoen
- Sergej Peroenov
- Nazar Petrosian
- Aleksandr Petrov
- Nika Piliev
- Miralem Pjanić
- Marjan Plachetko
- Stanislav Plochich
- Jevgeni Plotnikov
- Sergej Pogodin
- Jevgeniy Pomazan
- Viktor Ponedelnik
- Igor Ponomarev
- Vladimir Ponomarev
- Denis Popov
- Valeri Popovitsj
- Anatoli Porchoenov
- Sergej Pravosoed
- Sergej Prichodko
- Dmitri Protopopov
- Joeri Psjenitsjnikov
- Anatoli Poezatsj
- Andrej Pjatnitski

## Q
- Deni Qajsoemov

## R
- Vladislav Radimov
- Elvir Rahimic
- Ramón
- Predrag Ranđelović
- Boris Razinski
- Ricardo Jesus
- Vladimir Ryzhkin
- Dmitri Rizjov

## S
- Valeri Safonov
- Aleksandr Saloegin
- Samarone
- Sergej Samodin
- Viktor Samochin
- Valeri Sarjtsjev
- Joeri Sauch
- Alexej Saveljev
- Jevgeni Savin
- Sergej Semak
- Deividas Semberas
- Igor Semsjov
- Dmitri Sennikov
- Serder Serderov
- Oleg Sergejev
- Georgi Sjtsjennikov
- Vladimir Shtsjerbakov
- Bogdan Sjersjoen
- Albert Sjesternjov
- Oleg Sjisjkin
- Joeri Sjisjkin
- Valeri Sjmarov
- Sergi Sjmatovalenko
- Leonid Sjmuts
- Dmitri Shoukov
- Sergej Sjoemilin
- Sergej Sjoestikov
- Andrej Sidelnikov
- Michail Sinev
- Vadim Skriptsjenko
- Andrej Solomatin
- Michail Solovjev
- Pavel Stepanets

## T
- Ivan Taranov
- Aleksandr Tarchanov
- Vladimir Tatartsjoek
- Dmitri Tichonov
- Aleksandr Tichonovetski
- Artoer Tlisov
- Zoran Tošić
- Denis Troenkin
- Dmitri Tjapoesjkin

## V
- Vágner Love
- Fedor Vanzel
- Stepan Varga
- Jevgeni Varlamov
- Aleksej Vasiliev
- Viktor Vasiliev
- Vjatsjeslav Vasiliev
- Aleksandr Vasiljev
- Andrej Vasjanovitsj
- Anton Vlasov
- Viktor Vorobiev

## Z
- Anton Zabolotni
- Dmitri Zamesjajev
- Nikolaj Zajtsev
- Sergej Zjidejev
- Joeri Zjirkov
- Viktor Zvjagintsev